# Kenneth W. Dam
Pour les articles homonymes, voir Dam.
Kenneth W. Dam est un politicien américain, né le 10 août 1932 et mort le 31 mai 2022.
Il a été secrétaire d'État adjoint des États-Unis de 1982 à 1985 et secrétaire au Trésor adjoint de 2001 à 2003.
C'
est un ancien membre du comité directeur du groupe Bilderberg. 